# Yantis (Texas)
Yantis es un pueblo ubicado en el condado de Wood en el estado estadounidense de Texas. En el Censo de 2010 tenía una población de 388 habitantes y una densidad poblacional de 80,41 personas por km².

## Geografía
Yantis se encuentra ubicado en las coordenadas 32°55′43″N 95°34′39″O / 32.92861, -95.57750. Según la Oficina del Censo de los Estados Unidos, Yantis tiene una superficie total de 4.83 km², de la cual 4.77 km² corresponden a tierra firme y (1.13%) 0.05 km² es agua.

## Demografía
Según el censo de 2010, había 388 personas residiendo en Yantis. La densidad de población era de 80,41 hab./km². De los 388 habitantes, Yantis estaba compuesto por el 93.3% blancos, el 0% eran afroamericanos, el 1.55% eran amerindios, el 0% eran asiáticos, el 0% eran isleños del Pacífico, el 4.38% eran de otras razas y el 0.77% pertenecían a dos o más razas. Del total de la población el 12.37% eran hispanos o latinos de cualquier raza.